# У мамы свидание с вампиром
У мамы свидание с вампиром (англ. Mom's Got a Date with a Vampire) — американская детская комедия 2000 года. Оригинальный фильм канала Дисней. По мотивам рассказа Линдси Нэйтонс.

## Сюжет
Линетт Хансен — разведённая мать троих детей: шестнадцатилетней Челси, тринадцатилетнего Адама («специалиста по вампирам») и восьмилетнего Тейлора. На один субботний вечер у Адама и Челси грандиозные планы: мальчик хочет пойти на рок-концерт, а девушка — на свидание. Однако их обоих наказывает мама, они остаются дома. Тогда подростки решают устроить маме свидание, чтобы она ушла из дома, и они смогли сбежать. Они пишут электронное письмо по объявлению о знакомстве, приводят маму в супермаркет, где её должен ждать кавалер, и она действительно знакомится там с весьма импозантным мужчиной, Димитрием. Однако Тейлор наблюдает превращение Димитрия в летучую мышь и понимает: мама познакомилась с вампиром. Поначалу брат с сестрой ему не верят, и тогда Тейлор узнаёт телефон охотника за вампирами, Малахии Ван Хельсинга. Тот приезжает по вызову в дом Хансенов, узнаёт подробности и отправляется на охоту. Тейлор обманом навязывается ему в попутчики.
Тем временем Адам, а затем и Челси убеждаются, что их младший брат был прав, и отправляются по пятам за парочкой, чтобы не оставить их наедине и не дать вампиру укусить маму. А их свидание идёт полным ходом: ресторан, клуб рокабилли, Ярмарка Урожая… Димитрию никак не удаётся уговорить Линетт на «прогулку в тихом месте». Наконец его это утомляет и он зомбирует женщину. Адам пытается не дать Димитрию увести маму с Ярмарки, но тот запугивает его. Челси поднимает боевой дух брата, и они едут в дом вампира (тот при первом знакомстве обмолвился, где живёт) и успевают туда раньше его и его жертвы. Там они находят гроб Димитрия, зная, что тот обязан лечь в него с рассветом, и сталкивают в пруд. Однако обмен мамы на гроб не удаётся: вампир берёт в заложники Челси, и гроб приходится вернуть на место. В этот момент в доме появляются Ван Хельсинг с Тейлором, завязывается битва. Совместными усилиями двоих взрослых и троих детей Димитрия загоняют в гроб и заколачивают серебряными гвоздями.

## В ролях
- Мэтт О’Лири[англ.] — Адам Хансен, старший брат
- Лаура Вандервурт — Челси Хансен, сестра
- Майлс Джеффри[англ.] — Тейлор Хансен, младший брат
- Кэролайн Ри — Линетт Хансен, их мать
- Чарльз Шонесси[англ.] — Димитрий Денатос, вампир
- Роберт Кэррадайн — Малахия Ван Хельсинг, охотник за вампирами
- Джейк Эпштейн — Даффи, друг Адама
- Джеймс Адам Браун[англ.] — «Бумер», воздыхатель Челси
- Карл Прюнер[англ.] — граф Крельский
- Патрик Галлахер — «Кость»